# Населення Сум
Населення Сум станом на 1 березня 2015 року становило 268 409 осіб, населення 8 сіл, підпорядкованих Сумській міськраді — 2 931 особа. Загальне населення Сумської міськради на 1 березня 2015 року — 271 340 особи, що становить 24,2 % населення Сумської області. На початку 2014 р. за чисельністю населення серед міст України Суми посідали 21 місце.

## Історична динаміка
В історії існування міста були як періоди зростання чисельності населення так і зменшення, змінювався і національний склад. При заснуванні міста в 1652 році козаками-переселенцями, поселення було повністю українське, але з часом почала з'являтися російська діаспора. За даними першого перепису населення проведеного 1660 року, Суми мали 2740 жителів. В 1650–1770 роках місто швидко розвивалося і населення його зростало, до 1770-х років Суми бувши найбільшим містом Слобожанщини мали вже близько 10 тис. населення бувши на той час одним з найбільших міст на території сучасної України. Але після скасування Слобідської автономії 1765 року, адміністративний і економічний центр Слобожанщини почав зміщуватися до Харкова, разом з тим Суми почали занепадати і населення міста протягом 1770–1850 років практично не зростало, так і залишалося 10-ти тисячним. В 1850 році в Сумах оселилася родина Харитоненків, завдяки цукровій індустрії і щедрому меценатству яких населення міста протягом 1850–1913 років зросло у 5 разів — до 50 тис. людей. У 1917–1943 роки через війни і голод населення міста зазнавало великих втрат і зростання практично не було. Після 1943 року Суми будучи вже центром області, почали швидко розвиватися. За 1943–1993 населення міста зросло приблизно у 6 разів, досягнувши свого максимуму — 307 тис. За цей період також значно збільшилася російська діаспора міста. У 1993–2013 роках населення постійно знижувалося через демографічну кризу та важку економічну ситуацію в Україні.

## Вікова структура
Середній вік населення Сумської міськради за переписом 2001 року становив 37,0 років. Середній вік чоловіків на 3,6 років менше ніж у жінок (35,0 і 38,6 відповідно). У віці молодшому за працездатний знаходилося 49 915 осіб (16,9%), у працездатному віці — 191 770 осіб (64,8%), у віці старшому за працездатний — 53 624 осіб (18,1%). За статтю в місті переважали жінки, яких налічувалося 160 218 осіб (54,2%), тоді як чоловіків 135 629 (45,8%).
Станом на 1 січня 2014 року статево-віковий розподіл населення Сумської міськради був такий:
| вік         | чоловіки | жінки   | обидві статі |
| ----------- | -------- | ------- | ------------ |
| 0-14        | 18 625   | 17 718  | 36 343       |
| 15-64       | 91 868   | 109 096 | 200 964      |
| 65 і старше | 11 646   | 22 036  | 33 682       |

## Національний склад
Динаміка національного складу населення Сум за даними переписів, %
|          | 1926 | 1939 | 1959 | 1989 | 2001 |
| -------- | ---- | ---- | ---- | ---- | ---- |
| українці | 80,7 | 86,4 | 80,3 | 79,4 | 84,5 |
| росіяни  | 11,9 | 9,0  | 16,8 | 18,9 | 12,5 |
| євреї    | 5,5  | 2,9  | 1,3  | 0,7  | 0,2  |

Згідно з опитуваннями, проведеними Соціологічною групою «Рейтинг» у 2017 році, українці становили 92% населення міста, росіяни — 6%.

## Мовний склад
Динаміка рідної мови населення Сум за переписами, %
| мова       | 1897 | 1926 | 1989 | 2001 |
| ---------- | ---- | ---- | ---- | ---- |
| українська | 70,5 | 50,0 | 71,4 | 77,4 |
| російська  | 24,1 | 45,3 | 27,6 | 20,2 |
| єврейська  | 2,6  | 2,5  | 0,1  |      |

Українська мова є основною та єдиною офіційною мовою міста.
Згідно з опитуваннями, проведеними Соціологічною групою «Рейтинг» у 2017 році, українською вдома розмовляли 19 % населення міста, російською — 11 %, українською та російською в рівній мірі — 69 %.
Згідно з опитуванням, проведеним Міжнародним республіканським інститутом у квітні-травні 2023 року, українською вдома розмовляли 64 % населення міста, російською — 27 %.
Згідно з опитуванням, проведеним Міжнародним республіканським інститутом у квітні-травні 2024 року, українською вдома розмовляли 86 % населення міста, російською — 47 % (на відміну від опитування 2023 року було дозволено вибір кількох варіантів).